# РК Будућност Подгорица
Рукометни клуб Будућност, црногорски је рукометни клуб из Подгорице, који се такмичи у Првој лиги Црне Горе. Основан је 1949. године.
Двоструки је првак Црне Горе, док је два пута играо финале Купа. Године 2010. клуб је одустао од такмичења у Првој лиги, а поново је основан 2020. када је почео такмичење од Друге лиге. Исте сезоне, кроз бараж, Будућност се пласирала у Прву лигу.

## Успеси
| Такмичење                | Такмичење                | Број                     | Година                   |                          |                          |
| Национално првенство - 2 | Национално првенство - 2 | Национално првенство - 2 | Национално првенство - 2 | Национално првенство - 2 | Национално првенство - 2 |
| ------------------------ | ------------------------ | ------------------------ | ------------------------ | ------------------------ | ------------------------ |
| Првенство Црне Горе      | Првак                    | 2                        | 2008/09, 2009/10         |                          |                          |
| Првенство Црне Горе      | Други                    | 0                        |                          |                          |                          |
| Национални куп - 0       |                          |                          |                          |                          |                          |
| Куп Црне Горе            | Победник                 | 0                        |                          |                          |                          |
| Куп Црне Горе            | Финалиста                | 2                        | 2008/09, 2021/22         |                          |                          |

## Тренери
- Никола Петровић
- Никола Јевремовић
- Зоран Ивић
- Вук Рогановић